# Telômero

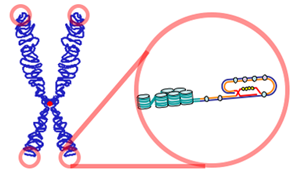
Telômero formando uma laçada.

Os telômeros (português brasileiro) ou telómeros (português europeu) (do grego telos, final, e meros, parte) são estruturas constituídas por fileiras repetitivas de proteínas e DNA não codificante que formam as extremidades dos cromossomos. Sua principal função é impedir o desgaste do material genético e manter a estabilidade estrutural do cromossoma. Os telômeros estão presentes principalmente em células eucarióticas, visto que o DNA das células procarióticas forma cadeias circulares, logo não tem locais de terminação, embora existam exceções como: bactérias com DNA linear e que possuem telômeros.
Cada vez que a célula se divide, os telômeros são ligeiramente encurtados, pois a principal enzima que participa na replicação semiconservativa do DNA - a DNA polimerase- necessita de uma ancora de 16 repetições da sequência TTAGGG (no caso humano) e apenas copia o material genético daí em diante, causando um encurtamento da extremidade da molécula de DNA. Como estes não se regeneram, chega a um ponto em que não permitem mais a correta replicação dos cromossomos e a célula perde completa ou parcialmente a sua capacidade de divisão, pois a DNApolimerase não é capaz de replicar o material genético. O encurtamento dos telômeros também pode eliminar certos genes que são indispensáveis à sobrevivência da célula ou silenciar genes próximos. Como o processo de renovação celular não tolera a morte das células antes da divisão correta das mesmas, o organismo tende a morrer num curto prazo de tempo no momento em que seus telômeros se esgotam.
Os telômeros funcionam como um protetor para os cromossomos, assegurando que a informação genética (DNA) relevante seja perfeitamente copiada quando a célula se duplica. Os telômeros também protegem os cromossomas, de uma forma geral, da degradação, da recombinação e da translocação robertsoniana.
Os telômeros foram identificados pela primeira vez por Hermann Joseph Muller, na década de 30 do século XX. Mais tarde, em 1965, Leonard Hayflick fez a primeira observação direta do fenômeno de morte celular sem pré-replicação. Em homenagem ao cientista, o comprimento mínimo que os telômeros podem alcançar antes de causar problemas à divisão celular passou a ser chamado de Limite de Hayflick.

## Estrutura
Na maioria dos organismos, os telômeros são formados por repetições simples de nucleotídeos. É essencial que o telômero esteja associado a uma proteína ou a um arranjo específico para que ele possa ser diferenciado das quebras cromossomáticas.
Nos seres humanos os telômeros são formados pela repetição de seis nucleotídeos: TTAGGG, que compreendem até dezenas de quilobases. Os telómeros humanos contêm ainda um pequeno trecho de fita simples com poucas centenas de nucleotídeos.
Acredita-se que pelo menos metade dos cromossomas dos mamíferos possui telómeros que formam um tipo mais complexo de arranjo, o chamado T-loop. Este T-loop tem entre cinco e dez mil bases de DNA e é catalisado pela proteína TRF2, que ajuda a estabilizar a extremidade do cromossoma. Além da presença de TRF2, a formação do T-loop depende também de mais dois fatores: repetições de fita dupla e repetições de fita simples.
Os telômeros são sintetizados no final da replicação do DNA pela enzima telomerase, que é uma transcriptase reversa, pois sintetiza DNA tendo por molde uma molécula de RNA.

## Outras questões associadas

### Telômeros e clonagem
Por diversos motivos os telômeros também têm sido alvo de pesquisas no ramo da clonagem. O fato é que em todas as clonagens feitas através de transferência nuclear, o ser vivo clonado acaba por morrer muito precocemente. Exemplo disso é a ovelha Dolly que envelheceu e morreu muito rapidamente. As células de um clone gerado por transferência nuclear são cópias de uma célula já adulta cujos telômeros já estão bastante encurtados, ou seja, a ovelha Dolly ao ser gerada tinha, biologicamente, a idade da ovelha que a originou, fato este que diminuiu drasticamente a sua expectativa de vida.

### Telômeros e senescência celular
Os telômeros são alvo de pesquisas não apenas porque interessam ao ramo da clonagem, mas também porque acredita-se que eles estejam intimamente relacionados com o nosso ciclo de vida ; Sabe-se que existe uma relação entre os telômeros e a senescência celular, mas ainda não se sabe exatamente que relação é essa. Se, ao menos, metade das teorias a respeito dos telômeros estiver correta é bastante provável que prevenir o encurtamento dos mesmos seja uma das chaves para a superlongevidade.
Alguns cientistas sugerem que a perda dos telômeros apenas correlaciona com a senescência celular, não sendo assim a causa determinante da mesma. Um número crescente de evidências tem vindo a demonstrar que pode haver indução da senescência em presença de telômero de dimensões apreciáveis.
Outros estímulos, para além dos telômeros, também têm sido sugeridos como sendo indutores da senescência celular, dentre os quais podemos destacar a danificação do DNA e a ativação de oncogenes.

## Prevenção do encurtamento do telómero
Nas células eucarióticas existe um complexo ribonucleoproteíco chamado telomerase que previne o encurtamento progressivo dos cromossomas derivado das sucessivas divisões celulares. A telomerase é uma enzima que adiciona sequências repetitivas à extremidade 3' do cromossoma. Para cumprir esta função a telomerase usa um molde de RNA para a produção do DNA (é um tipo de transcriptase reversa ou polimerase de DNA dependente de RNA). A extensão do cromossoma pela telomerase e o encurtamento provocado pela divisão celular é um processo de equilíbrio dinâmico. A telomerase está presente principalmente em células embrionárias e em tumores - já que além de prevenir o encurtamento dos telómeros (retardando o envelhecimento) também ativa genes que fazem a célula se dividir indefinidamente.
O número de vezes que esta enzima adiciona as sequências repetitivas de nucleotídeos não é controlado por ela própria, mas sim por outras proteínas envolvidas no processo.
O telômero permite a estabilidade do cromossoma e por consequência a sobrevivência da célula: a par de um centrômero para poder haver segregação cromossomática, de uma origem para poder haver a iniciação da replicação do cromossoma; a existência do telómero é um dos elementos mais básicos para a existência do cromossoma. A junção destes três elementos foi já testada no âmbito da produção de cromossomas artificiais.
Em 1998, a Geron Corporation começou a desenvolver técnicas e drogas para estender os telómeros e prevenir a senescência celular.
| Grupo                        | Organismo | Repetição (5' > 3') |
| ---------------------------- | --- | --- |
| Vertebrados                  | Humano, Rato, Xenopus | TTAGGG |
| Fungos filamentos            | Neurospora crassa | TTAGGG |
| Micetozoários                | Physarum, Didymium Dictyostelium | TTAGGG AG(1-8) |
| Protozoários (Kinetoplastea) | Trypanosoma, Crithidia | TTAGGG |
| Protozoários ciliados        | Tetrahymena Paramecium Oxytricha, Stylonychia, Euplotes | TTGGGG TTGGG(T/G) TTTTGGGG |
| Protozoários (Apicomplexa)   | Plasmodium | TTAGGG(T/C) |
| Plantas superiores           | Arabidopsis thaliana | TTTAGGG |
| Clorófitos                   | Chlamydomonas | TTTTAGGG |
| Insetos                      | Bombyx mori | TTAGG |
| Nemátodos                    | Ascaris lumbricoides | TTAGGC |
| Leveduras                    | Saccharomyces cerevisiae Candida glabrata Candida albicans Candida tropicalis Candida maltosa Candida guillermondii Candida pseudotropicalis Kluyveromyces lactis | TGTGGGTGTGGTG ou G(2-3)(TG)(1-6)T GGGGTCTGGGTGCTG GGTGTACGGATGTCTAACTTCTT GGTGTA[C/A]GGATGTCACGATCATT GGTGTACGGATGCAGACTCGCTT GGTGTAC GGTGTACGGATTTGATTAGTTATGT GGTGTACGGATTTGATTAGGTATGT |